# Accident d'hélicoptère du King Power Stadium
L'accident d'hélicoptère du King Power Stadium (le stade du club de football anglais de Leicester City) s'est produit le 27 octobre 2018 vers 20 h 20 (19 h 20 UTC), après le match où le club recevait West Ham. Un hélicoptère AW169 transportant Vichai Srivaddhanaprabha, propriétaire et président du club, décolle de la pelouse du King Power Stadium et s'écrase peu après, entraînant la mort de ses cinq occupants. L'hélicoptère avait pour destination l'aéroport de Londres-Luton d'où Vichai devait se rendre en Thaïlande avec son jet privé.

## Chronologie
Selon les témoins, à peine dépassée la hauteur du toit, l'hélicoptère se met à tournoyer, probablement à la suite d'une défaillance du rotor de queue et chute brutalement. Il s'écrase dans l'enceinte du club, près du parking « E » destiné à l'encadrement du club et prend feu, provoquant la mort de ses cinq occupants (sans victimes au sol). La présence de Vichai Srivaddhanaprabha à bord de l'hélicoptère et son décès sont confirmés le lendemain soir par le club,.

## Victimes
Les 5 occupants ont été tués :
- Vichai Srivaddhanaprabha, milliardaire thaïlandais et président de Leicester City
- Nursara Suknamai, une de ses collaboratrices, actrice et finaliste de Miss Univers Thaïlande en 2005[5]
- Kaveporn Punpare, un de ses collaborateurs,
- Eric Swaffer, le pilote
- Izabela Roza Lechowicz, la compagne de ce dernier, pilote d'avion mais passagère lors de ce vol[6].

## Hélicoptère
L'appareil impliqué dans l'accident est un hélicoptère bimoteur AgustaWestland AW169, construit en 2016 (numéro de série 69018) et immatriculé G-VSKP. Équipé de deux turbopropulseurs Pratt & Whitney Canada PW210A, de masse de 4 500 kg environ, il pouvait emporter dix personnes. Vichai Srivaddhanaprabha possédait deux hélicoptères de ce type, qu'il avait l'habitude d'utiliser pour ses trajets entre son domicile londonien et le stade.

## Enquête
La Direction des enquêtes sur les accidents aériens (Air Accidents Investigation Branch) a ouvert une enquête sur l'accident. L'enregistreur de vol de l'appareil est retrouvé le 28 octobre, après avoir été gravement endommagé par l'incendie. Il est transporté à Farnborough dans le Hampshire pour le téléchargement des données qu’il contient. L’épave de l’hélicoptère est également transportée à Farnborough le 2 novembre,.

## Réactions
Dès le lendemain matin, les supporteurs ont commencé à déposer des fleurs et des maillots de football près du lieu du crash.
Un match du championnat féminin prévu le lendemain de l'accident ainsi que le match de Coupe de la Ligue entre Leicester et Southampton programmé le 30 octobre ont été repoussés.